# Tuber uncinatum
Tuber uncinatum  (Gaspard Adolphe Chatin, [1887] 1888) din încrengătura Ascomycota în familia Tuberaceae și de genul Tuber, denumit în popor trufă burgundă sau trufă de toamnă este o ciupercă comestibilă care coabitează cu rădăcinile de arbori, formând micorize. Soiul preferă ținuturile cu climă subcontinentală sau continentală caracterizată prin veri călduroase, bogate în precipitații, toamne umede și ierni friguroase. Această climă este caracteristică și României. Se dezvoltă subteran în soluri argiloase, bogate în calcar și humus precum bine aerate, în păduri de foioase sub alune, carpeni, fagi și stejari), dar de asemenea în cele de conifere sub pini negri). Apare de la câmpie la deal (600-700 m) din septembrie până în ianuarie (februarie).

## Taxonomie
Specia a fost descrisă de micologul francez Gaspard Adolphe Chatin (1813-1901), taxon valabil până în prezent (2019).

## Descriere
- Corpul fructifer: se dezvoltă subteran, de obicei la o adâncime cuprinsă între 5-15 cm, uneori chiar la 30-40 cm. Are un diametru de 2-8 (12) cm, fiind preponderent rotunjor până ovoidal, forme mai mari fiind neregulate. Peridia (înveliș al corpului de fructificație la unele ciuperci[9] care nu poate fi decojită, este verucoasă, acoperită cu negi proeminenți, rotunzi și piramidali. Mărimea solzilor variază. Coloritul este brun-negricios până negru. Gleba inițial albicioasă, schimbă în brun-roșiatic până deschis ciocolatiu, fiind mai deschisă ca la trufa neagră de iarnă. Ea este străbătută de nervuri labirintice sterile albicioasă sau brun-albuie, dând interiorului astfel un aspect de marmură.
- Piciorul:  nu există.
- Carnea: foarte fermă și compactă are un mirosul aromatic, amintind de ciuperci asemănător hribului cenușiu și un gust foarte savuros, ceva de alune.[6][7]
- Caracteristici microscopice: are spori aproape sferici, hialini (translucizi), cu o grilă foarte largă și alveole cu muchii curbate, având o mărime de 27-45 x 18-27  microni. Pulberea lor este brun-violetă. Ascele sunt groase, în formă de măciucă, măsurând 60-90 x 50-80 microni. Ele conțin 1 până la 7 spori.[10]
- Reacții chimice: nu sunt cunoscute.[6][7]

## Diferența față de trufa neagră de vară
Deși nu a fost demonstrată nici o diferență prin tehnici moleculare, Tuber uncinatum și Tuber aestivum sunt văzute două specii diferite nu numai în Franța și Italia ci de exemplu de asemenea în România. Ele au următoarele caracteristici ecologice diferite: 
- Maturarea are loc în principal în perioada mai-septembrie pentru Tuber aestivum și între septembrie și ianuarie (februarie) pentru Tuber uncinatum.
- Coloritul mai deschis al glebei și dimensiunile ornamentării sporilor la Tuber uncinatum sunt de asemenea trăsături distinctive.
- Mirosul caracteristic și gustul de nuci al lui Tuber uncinatum seamănă mult mai mult cu cel a lui Tuber melanosporum.[14]

Cele două specii au fost declarate sub norma „trufe proaspete”, rezultat dintr-un acord interprofesional întreprins în cadrul federației franceze de fermieri de trufe în 1996 și actualizat în 2006, clasificând mai departe cele două soiuri ca aproape înrudite, dar nu identice.

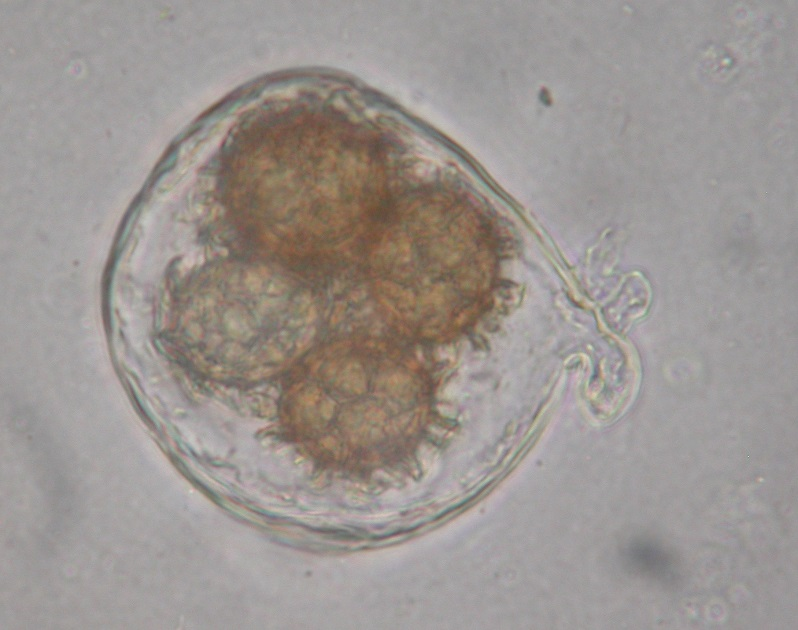
T. uncinatum, spori
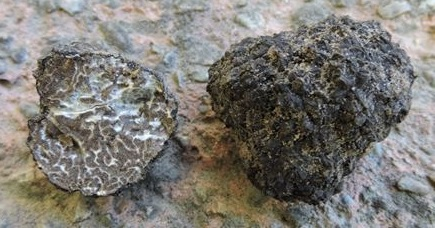
T. uncinatum, secțiune longitudinală
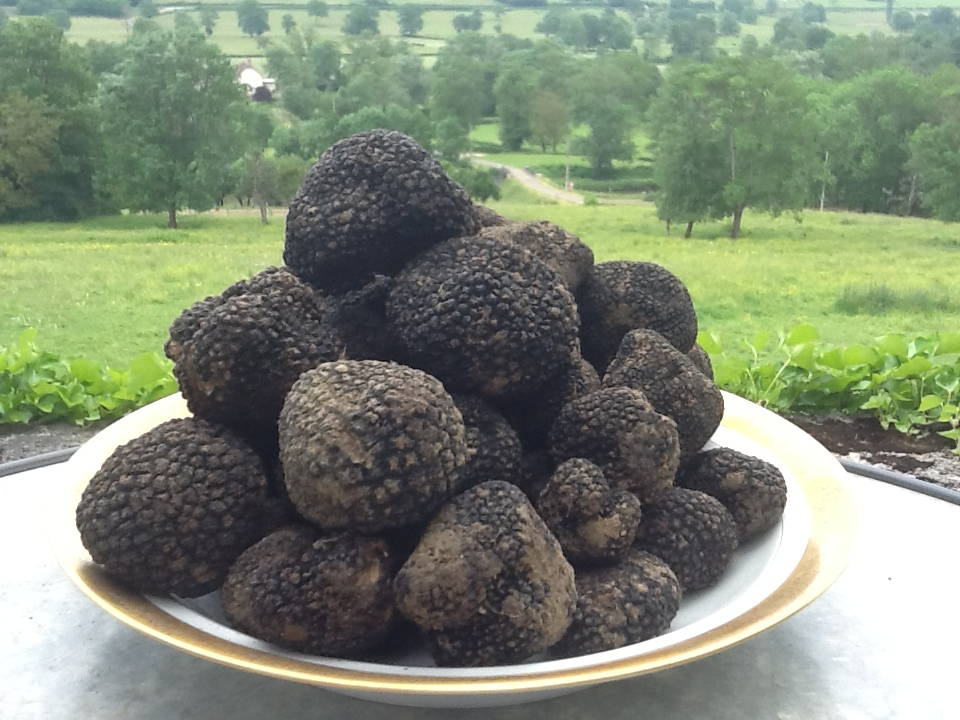
T.uncinatum în diverse mărimi
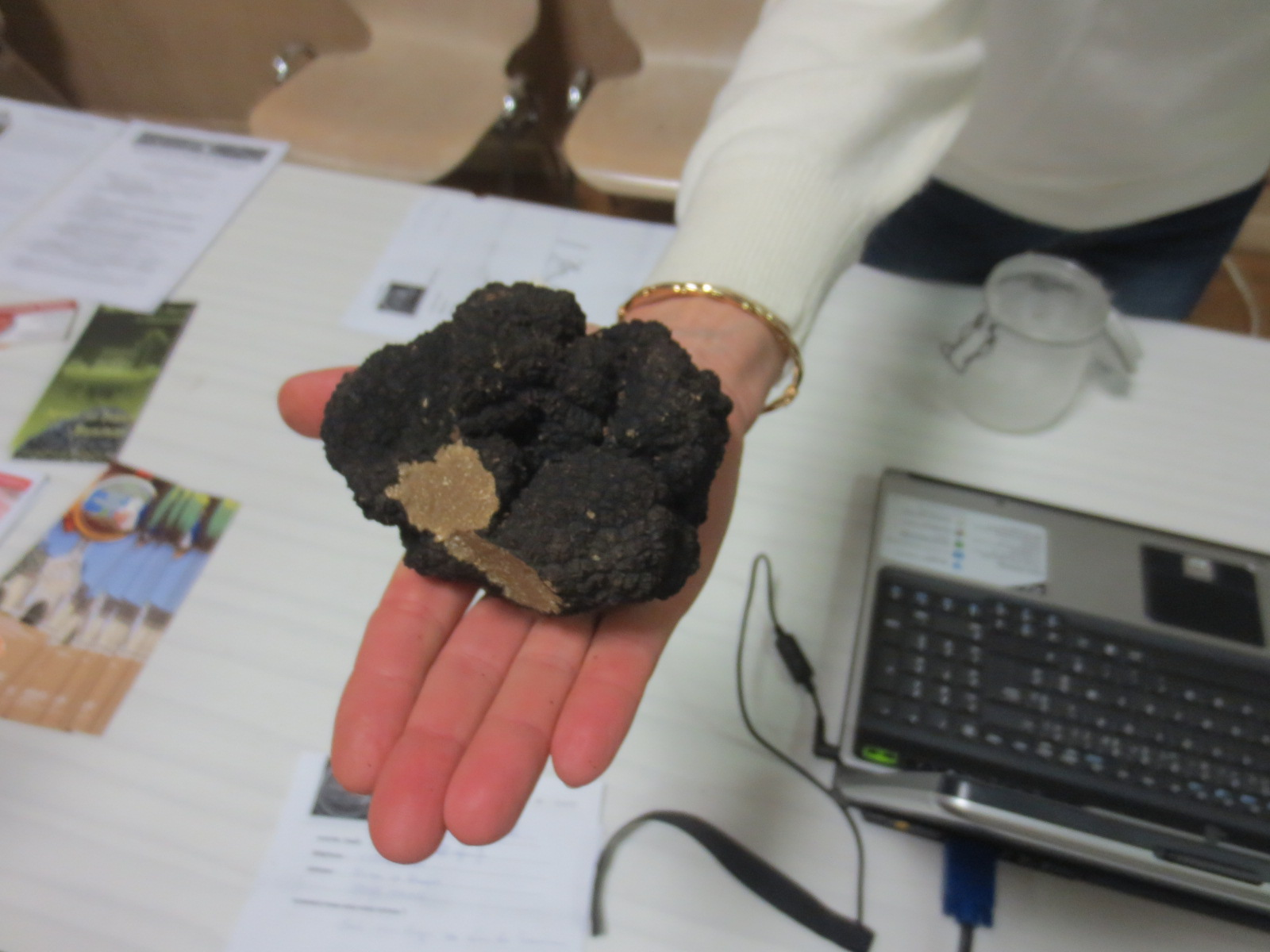
T. uncinatum uriaș
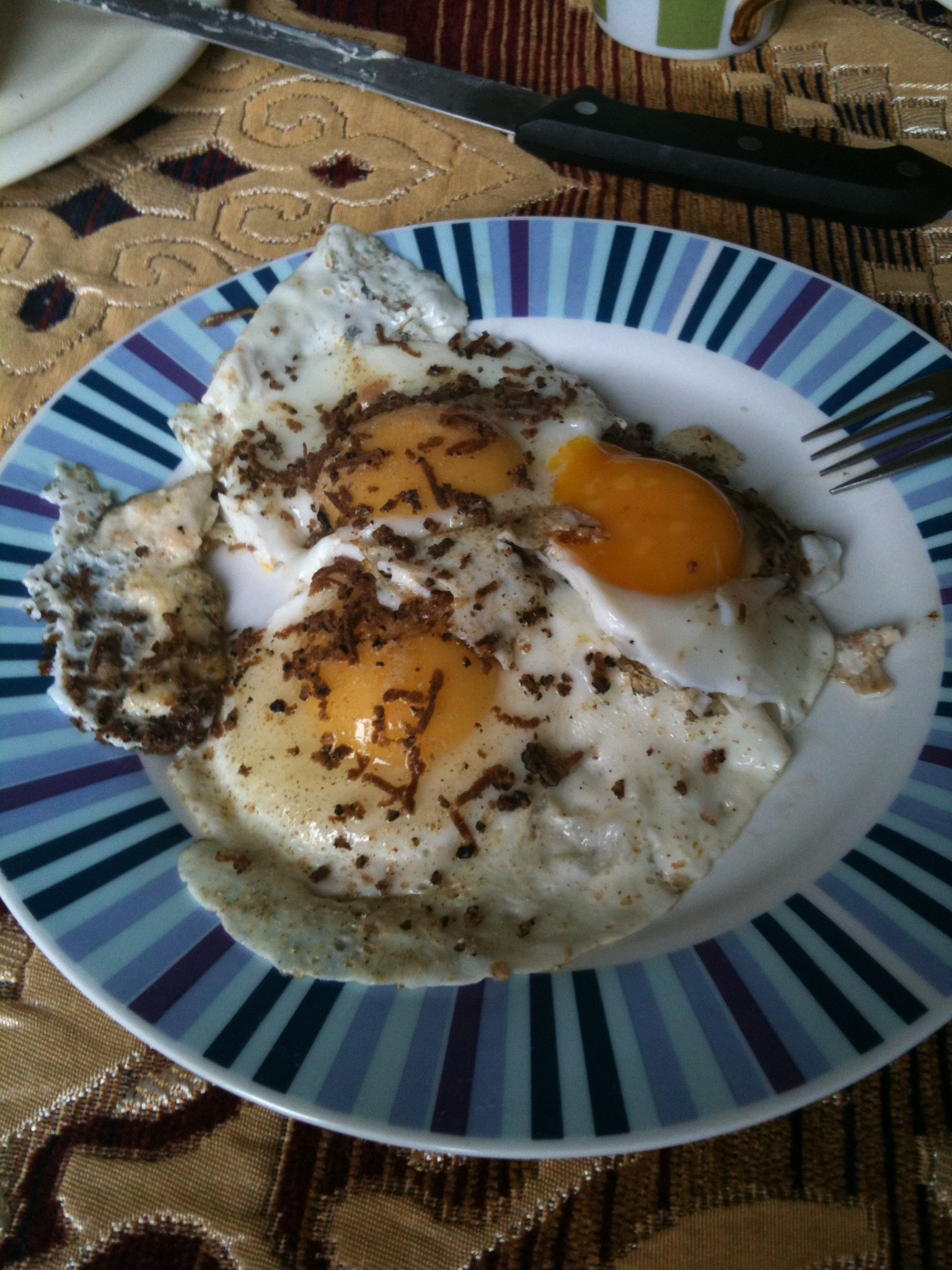
Ouă präjite cu trufe

## Specificitate
Pentru descoperirea trufelor dezvoltate adânc în pământ este nevoie de câini sau porci (aceștia cu botniță, de altfel le-ar mânca) dresați pentru această treabă, iar exemplarele care cresc mai apropiate de suprafață pot fi depistate după prezența a lui Leiodes cinnamomea (gândac de trufă) sau a muștelor de trufă de genul Heleomyza (Heleomyza serrata, Helomyza tuberivora) sau de genul Suillia (Suillia affinis, Suillia fuscicornis).

## Confuzii
Această specie poate doar fi confundată cu specii asemănătoare ale acestui gen, cu toate comestibile, cum sunt: Tuber aestivum, Tuber brumale, Tuber indicum, Tuber macrosporum, Tuber melanosporum sau Tuber mesentericum.

## Specii asemănătoare în imagini

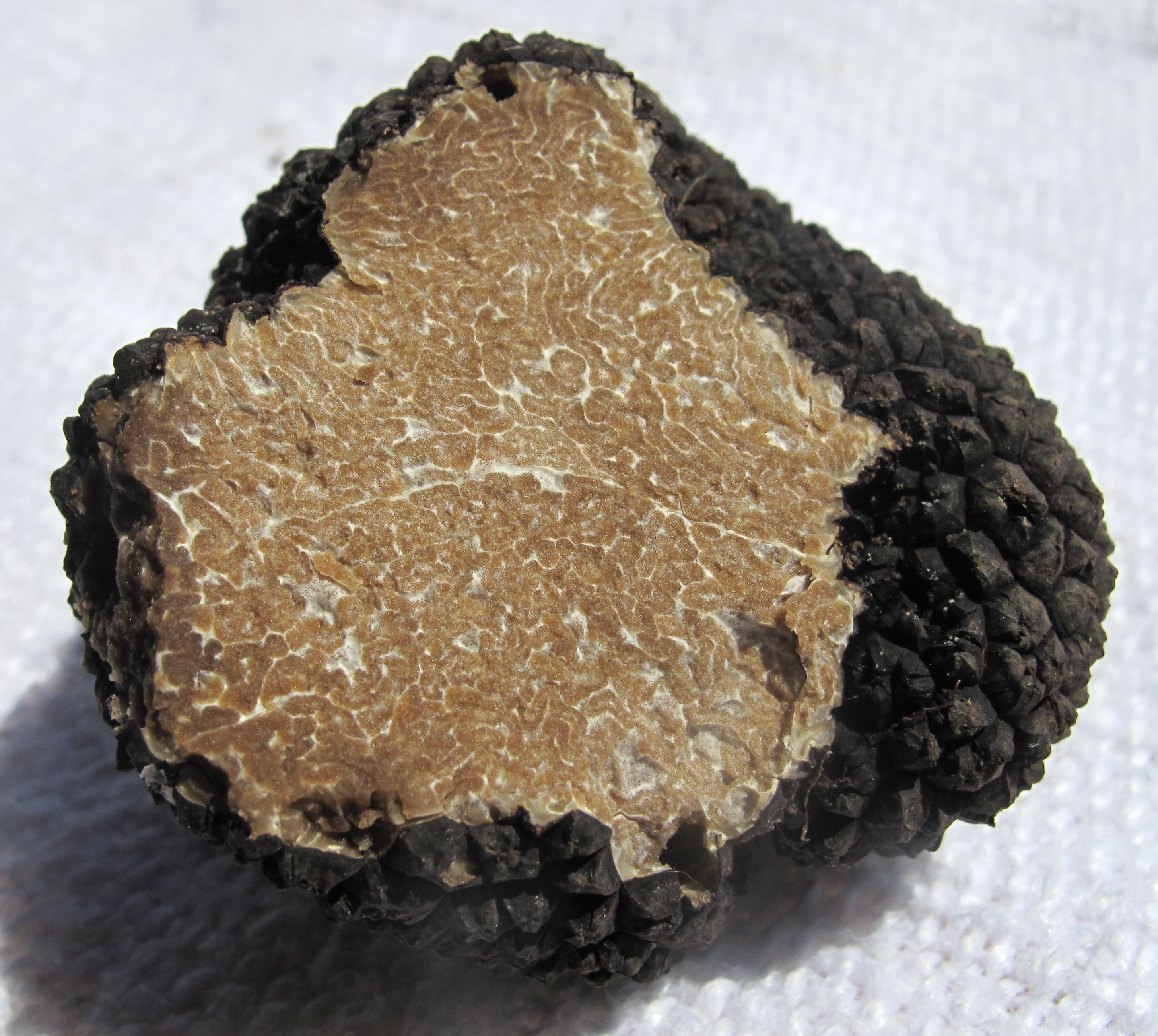
Tuber aestivum
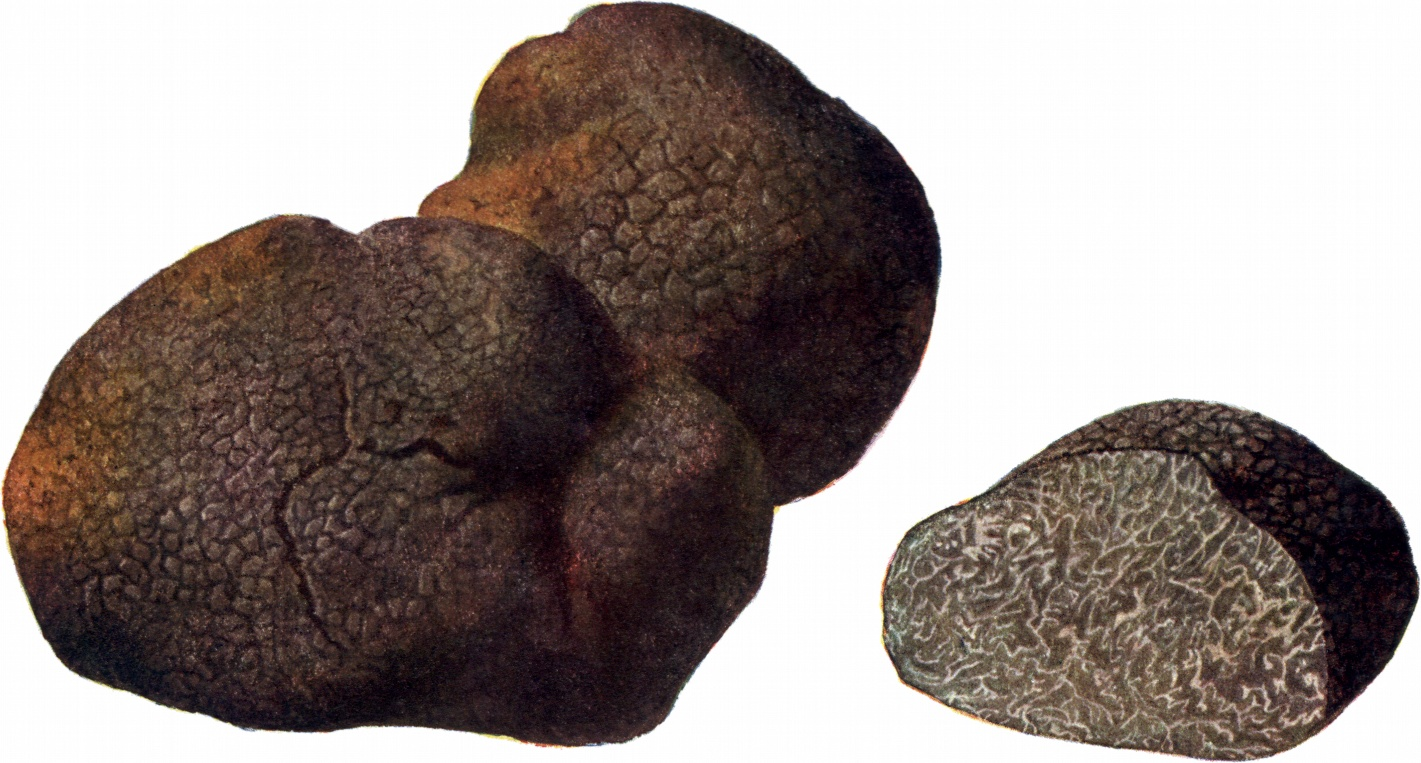
Tuber brumale
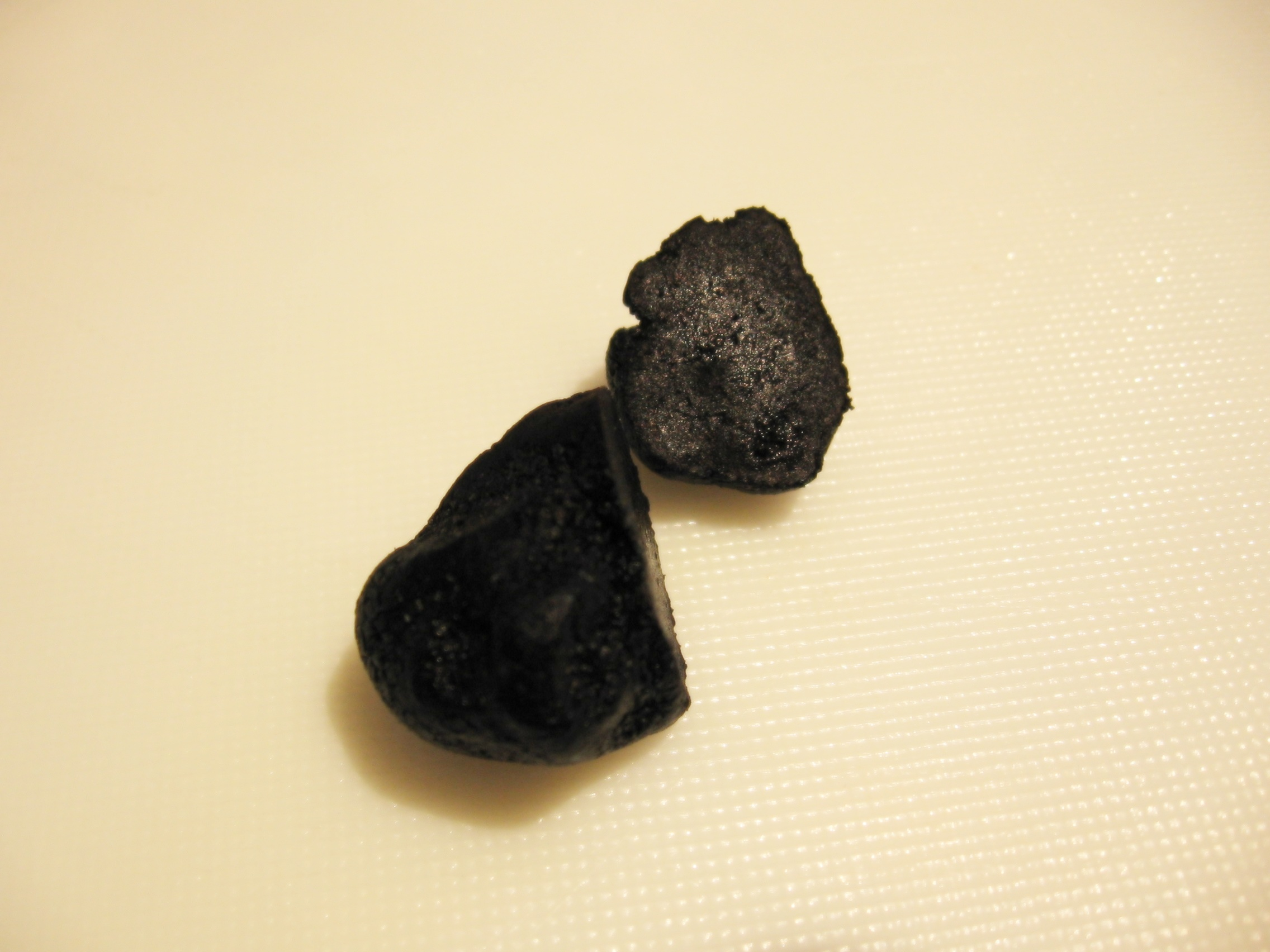
Tuber indicum
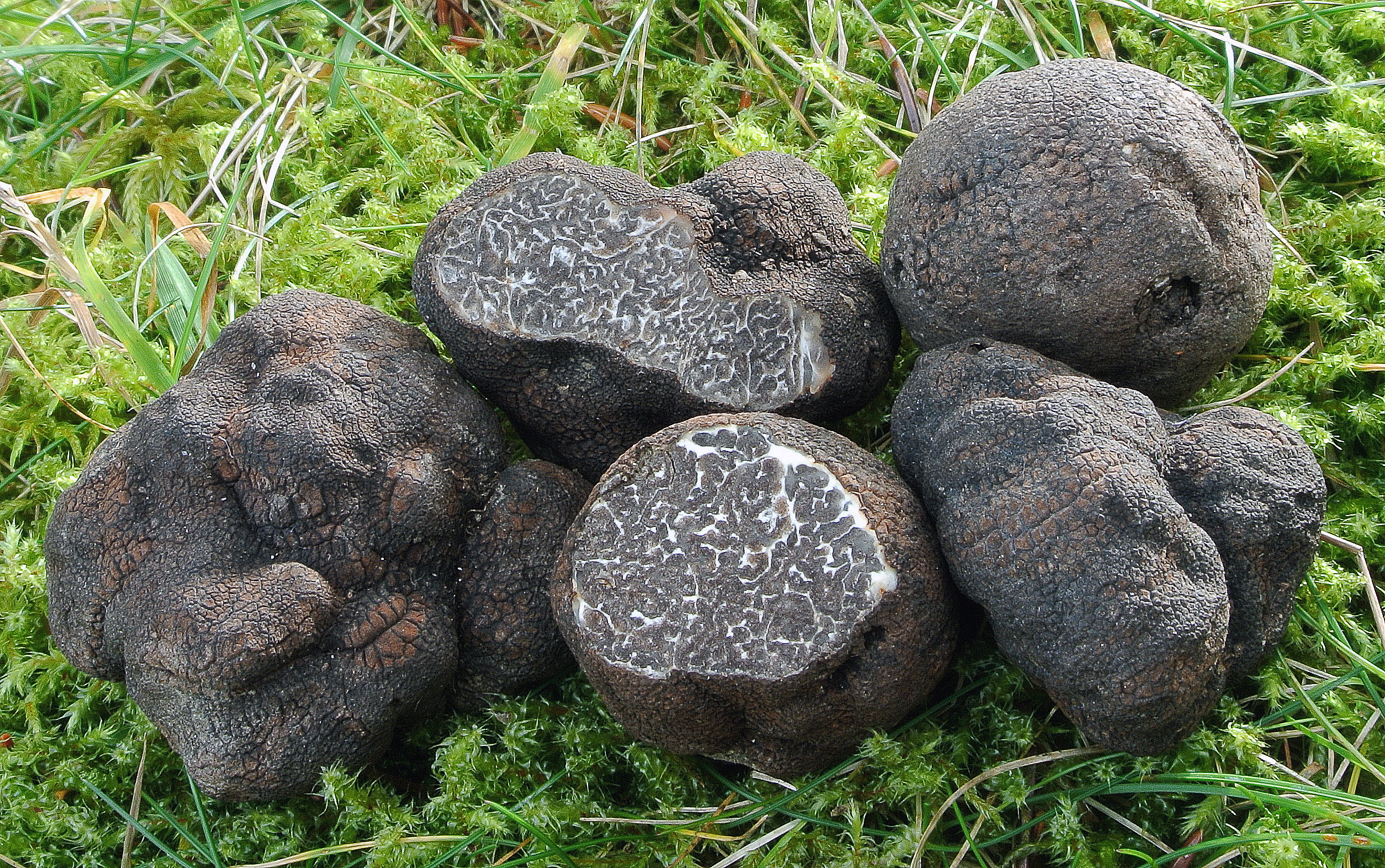
Tuber macrosporum
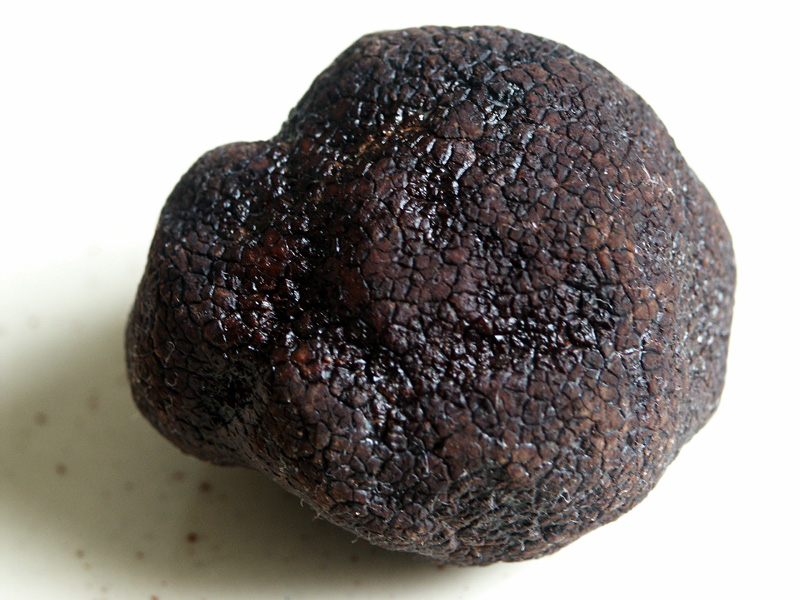
Tuber melanosporum
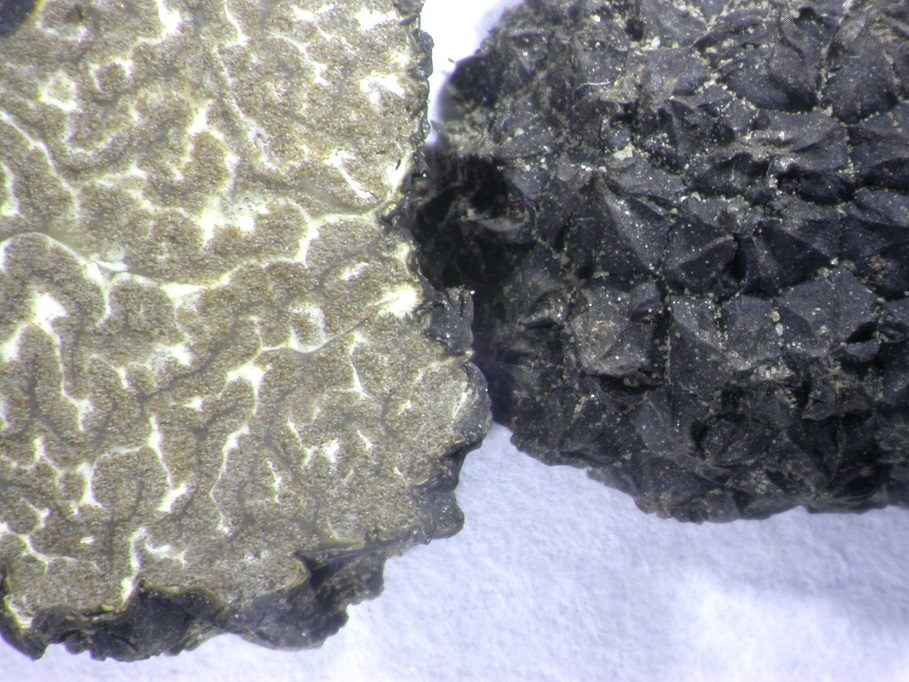
Tuber mesentericum

## Valorificare
Prețul de achiziție este între 250-700 € per kilogram, diferența în preț fiind dependentă de cantitatea anuală ce se poate recolta care este influențată de nivelul anual de precipitații dar și de alți factori.
Ca valoare gastronomică trufa burgundă se situează înaintea trufei negre de vară, și poate fi folosită în bucătărie ca Trufa neagră franceză, adică și crudă. 
Este o trufă mai pretențioasă decât trufa neagră de vară și cu ea cea mai ușoară specie de trufe care se pretează și la cultură.

## Bibiliografie
- Marcel Bon: „Pareys Buch der Pilze”, Editura Kosmos, Halberstadt 2012, ISBN 978-3-440-13447-4
- Bruno Cetto, volumele 1-7
- Andreas Gminder: „Handbuch für Pilzsammler - 340 Arten Mitteleuropas sicher bestimmen“, Editura Kosmos, Stuttgart 2008, ISBN 978-3-440-11472-8
- J. E. și M. Lange: „BLV Bestimmungsbuch - Pilze”, Editura BLV Verlagsgesellschaft, München, Berna Viena 1977, p. 116, ISBN 3-405-11568-2
- Gustav Lindau, Eberhard Ulbrich: „Die höheren Pilze, Basidiomycetes, mit Ausschluss der Brand- und Rostpilze”, Editura  J. Springer, Berlin 1928
- Meinhard Michael Moser: „Kleine Kryptogamenflora der Pilze – vol. II a.: „Höhere Phycomyceten und Ascomyceten”, Editura Gustav Fischer, Jena 1963